# Guatteria acrantha
Guatteria acrantha är en kirimojaväxtart som beskrevs av Erkens och Paulus Johannes Maria Maas. Guatteria acrantha ingår i släktet Guatteria och familjen kirimojaväxter. Inga underarter finns listade i Catalogue of Life.